# ヴァルター・ネーリング

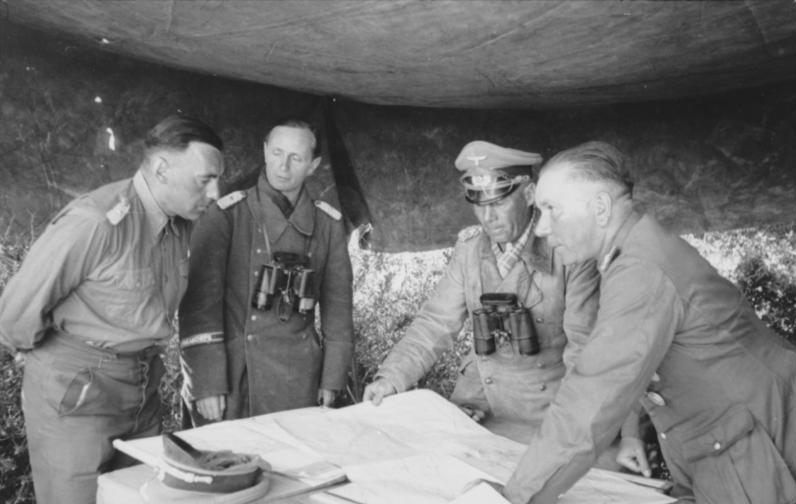
エルヴィン・ロンメル上級大将、フリッツ・バイエルライン参謀長とトブルク攻略について話し合うネーリング中将（右端）（1942年4月）

ヴァルター・ネーリング（Walther Nehring, 1892年8月15日–1983年4月20日）は、ドイツの陸軍軍人。第二次世界大戦中は装甲（戦車）部隊指揮官を務めた。最終階級は装甲兵大将。

## 経歴

### 初期の軍歴
西プロイセンのシュトレッツィンに生まれる。アビトゥーア合格後の1911年9月に士官候補生として陸軍に入り、「ドイツ騎士団」第152歩兵連隊に配属される。第一次世界大戦開始当時は小隊長だった。1914年に東部戦線で負傷、11月の第148後備機動大隊への転属を経て、12月に連隊に復帰した。同年鉄十字章を受章し、1916年に中尉に昇進した。同年志願して航空部隊に転属したが、訓練14日目の6月23日に墜落し、顎骨骨折と脳震盪の怪我を負った。回復後第22歩兵連隊に転属となり、西部戦線で従軍。1918年7月に腹部銃創の重傷を負い、野戦病院で終戦を迎えた。1919年初頭は義勇軍に属し、西プロイセンで反乱を起こしたポーランド人鎮圧および国境紛争に従事した。
1921年にヴァイマル共和国軍に採用され、1923年3月に大尉に昇進。同年9月に荘園を所有する裕福な家の娘と結婚、一男一女をもうけた。10月にケーニヒスベルクの運転士養成課程に転じ、ヴェルサイユ条約でドイツが保有を禁止されていた参謀本部の参謀将校としての教育を受ける。1925年10月に国防省に転属となり、参謀将校養成教育を受ける。1926年10月、兵務局（参謀本部の偽装名称）に異動、作戦部に属し自動車化部隊の運用要綱を作成した。ここで一年後に転属してきたハインツ・グデーリアン少佐と知己になる。

### 装甲部隊育成
同年3月にミュンスターに異動し、第6衛生大隊で重車両の運用導入を担当した。同部隊でトラック運転免許を取得。1929年に同地の自動車大隊に配属される。これはドイツ陸軍最初の自動車部隊であり、ネーリングは機関銃を積んだサイドカーの部隊である第一中隊長に就任した。1932年に少佐に昇進して国防省に復帰し、自動車部隊監察部作戦課長に就任、グデーリアン中佐の配下となった。以後3年間、装甲部隊育成に従事する。1932年末、兵務局教育部の要請により、「騎兵軍団運用における装甲旅団」をテーマとする研究をまとめ、装甲部隊の敵軍包囲や敵前線突破における重要性、防御における脆弱性と他兵科との協同の重要性、短期決戦での優位と長期戦での不利を指摘した。アドルフ・ヒトラー政権樹立後の1934年、3個装甲師団の編成が決定され、同年9月にネーリングは中佐に昇進した。1935年と1936年にはグデーリアンと共同で「装甲部隊と他種兵器との協同」をテーマとした研究を行った。1936年には『対戦車防御』と題する書籍を出版。
1936年7月、スペイン内戦に参加させるため、ドイツ義勇軍の第88装甲大隊の戦車や重装備をスペインのブルゴスに輸送する任務に従事。この功により1940年にスペイン軍事功労勲章を受章している。1936年から翌年まで、陸軍大学に学ぶ。1937年3月に大佐に昇進。10月に戦車150両からなる第5装甲連隊司令官に任命される。1939年6月、オーストリア併合に伴いウィーンに転属となり、三たびグデーリアン配下となった。7月、同地の第XIX軍団参謀長に就任。

### 第二次世界大戦
ポーランド侵攻により第二次世界大戦が始まると、ネーリングは第XIX軍団参謀長として従軍。ポーランド回廊を蹂躙し、2個装甲師団および2個自動車化歩兵師団を擁してブレスト・リトフスクに向け進撃した。これは最初の独立した装甲部隊による実戦参加であった。第XIX軍団は翌年のフランス侵攻にも参加、スダンを攻略し装甲部隊の進撃を援護する任務を負った。5月28日の敵戦線突破後、ヒトラーは4個装甲師団と2個自動車化歩兵師団を擁するグデーリアン装甲集団の編成を命令した。8月にグデーリアン装甲集団司令部はベルリンに移動し、ネーリングは少将に昇進した。同年10月、新編成の第18装甲師団長に補される。
翌1941年のバルバロッサ作戦に、装甲師団を率いて参加。同師団はグデーリアンの第2装甲集団に属した。ブグ川をゼーレーヴェ作戦に使用するため開発された水陸両用戦車を用いて突破、さらにベレジナ川渡河に成功し、その功により7月27日に騎士鉄十字章を受章した。ソ連軍の冬季反攻により包囲された第216歩兵師団を救出したのち、翌1942年2月に中将に昇進。同日、第18装甲師団長の任を解かれ、5月にドイツアフリカ軍団司令官に転出した。トブルク攻略の功により、7月に装甲兵大将に昇進。アラム・ハルファの戦いの最中の9月に空襲により重傷を負った。快復後の11月にチュニジア駐留ドイツ軍部隊司令官に任命される。地中海方面の司令官であるアルベルト・ケッセルリング元帥はネーリングの指揮に高い評価を与えていたが、ネーリングがアフリカ戦線について上層部を批判したため12月にハンス＝ユルゲン・フォン・アルニム上級大将に替わられた。
ネーリングは東部戦線の第XXIV軍団司令官に異動となり、1944年7月から8月にかけては第4装甲軍を指揮した。1945年1月、指揮下の部隊を11日で250km退却させて損害を軽微にとどめた戦功により、柏葉剣付き騎士鉄十字章を受章した。3月に第1装甲軍司令官に任命されたが、ドイツの降伏によりまもなく戦争は終結した。ネーリングは5月8日にチェコのブドヴァイスでアメリカ軍の捕虜となった。

### 戦後
ガルミッシュ＝パルテンキルヒェン、ついでマールブルク・アン・デア・ラーン近郊のアレンドルフの捕虜収容所に収容されている間に、ネーリングはアメリカ軍の公刊戦史編纂に協力して文章を著した。1947年からはグデーリアンとともに戦史を執筆している。1948年5月に釈放される。1949年に西プロイセンの追放ドイツ人団体に加入し、西プロイセンについての論文を著した。デュッセルドルフの自動車会社に就職し、また趣味の狩猟の団体を組織した。1964年以降戦史に関する著書を著し、ドイツ国防軍関連の書類管理権がまだ西ドイツに無かった当時、軍事史学および軍事問題の第一人者とみなされるようになった。1955年には再軍備に備えたドイツキリスト教民主同盟の防衛委員会の顧問に就任している。これらの功績により、1973年7月にドイツ連邦共和国功労勲章第1等十字章を受章した。デュッセルドルフで死去した。

## 著書・文献
- Nehring, Walther K.: Die Geschichte der deutschen Panzerwaffe 1916 - 1945, 1969.
- Nehring, Hubertus W. （編）: 90 Jahre Walther K. Nehring. FS zum 90. Geburtstag, Siek 1982.
- Paul, Wolfgang: Panzergeneral Walther K. Nehring. Eine Biographie, Stuttgart 1986. ISBN 3-613-01151-4
- Paul, Wolfgang: Geschichte der 18. Panzerdivision 1940-1943 mit Geschichte der 18. Artilleriedivision 1943-1944. 3. Auflage   Berlin 1981.